# Gary Evans
Gary Evans (ur. 21 października 1960 w Harpenden) – brytyjski kierowca wyścigowy.

## Kariera
Evans rozpoczął karierę w międzynarodowych wyścigach samochodowych w 1984 roku od startów w Brytyjskiej Formule 3, FIA World Endurance Championship oraz w Europejskiej Formule 3. W edycjach brytyjskiej i europejskiej z dorobkiem odpowiednio jedenastu i jednego punktu uplasował się odpowiednio na dziewiątej i dwudziestej pozycji w klasyfikacji generalnej. W FIA World Endurance Championship nie punktował. W późniejszych latach pojawiał się także w stawce Francuskiej Formuły 3 oraz Formuły 3000.
W Formule 3000 Brytyjczyk startował w latach 1986-1989. W pierwszym sezonie startów w żadnym z ośmiu wyścigów, w których wystartował, nie zdobywał punktów. Rok później zdobył łącznie 0,5 punktu, które pozwoliło mu zająć 21. miejsce w końcowej klasyfikacji kierowców. Po kolejnym sezonie startów bez punktów, w 1989 roku Evans uzbierał dwa punkty. Dało mu to dwudziestą pozycję w klasyfikacji generalnej.